# Project X Zone 2
Project X Zone 2, connu au Japon sous le nom de Project X Zone 2: Brave New World (プロジェクト クロスゾーン2：ブレイブニューワールド, Purojekuto Kurosu Zōn 2: Bureibu Nyū Wārud), est un jeu vidéo de type tactical RPG développé par Monolith Soft et édité par Bandai Namco Entertainment, sorti en 2015 sur Nintendo 3DS.
Il s'agit de la suite de Project X Zone. Le jeu met en scène de nombreux personnages de jeux vidéo issus de différentes licences.

## Personnages
Comme son prédécesseur, Project X Zone 2 propose de jouer des duos de personnages issus des licences de trois compagnies participantes (Bandai Namco Entertainment, Capcom et Sega) ainsi que des personnages seuls pouvant assister le joueur pendant les combats.
Pour la première fois, le jeu propose également des personnages issus des licences Nintendo.

### Duos
Ci-après, une liste des duos de personnage que le joueur peut diriger :
- Chris Redfield et Jill Valentine de Resident Evil[3]
- Dante et Vergil de Devil May Cry[3]
- X et Zero de Mega Man X[3]
- Ryu et Ken Masters de Street Fighter[4]
- Demitri Maximoff et Morrigan Aensland de Darkstalkers
- Strider Hiryu et Hotsuma de Strider et Shinobi[3]
- Chun-Li et Ling Xiaoyu de Street Fighteret Tekken
- Jin Kazama et Kazuya Mishima de Tekken[3]
- Kite et Haseo de .hack[3]
- Yuri Lowell et Flynn Scifo de Tales of Vesperia[3]
- Ciel Alençon et Nana Kazuki de God Eater 2[5]
- Reiji Arisu et Xiaomu de Namco × Capcom
- KOS-MOS et Fiora de Xenosaga et Xenoblade Chronicles[6]
- Akira Yuki et Kage-Maru de Virtua Fighter[3]
- Ichirō Ōgami et Erica Fontaine de Sakura Wars[3]
- Sakura Shinguji et Gemini Sunrise de Sakura Wars[5]
- Kazuma Kiryu et Goro Majima de Yakuza[3]
- Zephyr et Vashyron de Resonance of Fate
- Chrom et Lucina de Fire Emblem: Awakening[6]

### Unités seules
- Captain Commando de Captain Commando[7]
- June Lin Milliam de Star Gladiator
- Leon S. Kennedy de Resident Evil[3]
- Phoenix Wright et Maya Fey de Ace Attorney[5]
- Felicia de Darkstalkers
- Ingrid de Capcom Fighting Jam
- Heihachi Mishima de Tekken
- Natsu de SoulCalibur V[3]
- Aty de Summon Night 3[5]
- Valkyrie de Valkyrie no Bōken: Toki no Kagi Densetsu
- Alisa Illinichina Amiella de God Eater
- Estellise Sidos Heurassein de Tales of Vesperia
- Axel Stone de Streets of Rage[5]
- Hibana de Nightshade
- Segata Sanshiro
- Ulala de Space Channel 5
- Pai Chan de Virtua Fighter
- Leanne de Resonance of Fate
- Ryo Hazuki de Shenmue